# تساريفيتش
تساريفيتش (بالانجليزية :Tsarevich ) (بالروسية :Царевич) ومعناه لقب النبيل وكان يطلق على أبناء حاكم الإمبراطورية الروسية

## الاستخدام
تساريفيتش هو مصطلح يطلق على أبناء الإمبراطور الروسي ويختلف هذا اللقب عن تسيساريفيتش وهو لقب آخر يطلق على وريث عرش الامبراطورية الروسية.

## طالغ أيضاً
- دميدوف